# Стефан Баламезов
Стефан Баламезов (болг. Стефан Баламезов; 9 вересня 1883, Кишинів — 30 вересня 1960, Софія) — болгарський дипломат і вчений-конституціоналіст, академік (1946), професор (1927).

## Біографія
Народився 9 вересня 1883 в Кишиневі. Закінчив середню школу в Софії і в 1906 став випускником юридичного факультету Софійського університету. Під час навчання був виключений через підтримку Російської революції 1905—1907, в 1907-1908 вивчав в Парижі адміністративне і міжнародне право.
З 1906-1922 був дипломатом в Міністерстві закордонних справ і релігії Болгарії в посольстві в Санкт-Петербурзі, Парижі та Празі. У 1912 бере участь у Міжнародній комісії із врегулювання закордонних справ Болгарії.
У 1916 він був обраний доцентом, а в 1924 професором.
В 1929-1930 і 1944-1945 був ректором Софійського університету «Святого Климента Охридського».
Помер в Софії 30 вересня 1960.

## Роботи
Автор понад 20 наукових книг і монографій з конституційного права. Найбільш популярними з них є:
- «Министрите — тяхната роля и тяхната власт — в парламентарната монархия» (1914);
- «Сравнително и българско конституционно право» в 2 части (1935-1936);
- «Конституционно» право в 3 части (1942-1945).